# 小行星79418
小行星79418（79418 Zhangjiajie）是一颗主带小行星，是施密特CCD小行星項目組在1997年6月3日于興隆縣发现的。
該小行星以中國湖南省的張家界市命名。